# Žgank
Žgank je priimek več znanih Slovencev:
- Mihael Žgank (*1994), judoist
- Nestl Žgank (1909—2004), gospodarstvenik in politik
- Saša Žgank, baletna plesalka